# Francesco Conconi
Francesco Conconi (Como, 19 aprile 1935) è un medico italiano.
È stato rettore dell'Università di Ferrara, ed è direttore del Centro Studi Biomedici Applicati allo Sport dello stesso ateneo.
È salito alla ribalta delle cronache sportive per le sue innovative prestazioni del doping ematico.

## Biografia
Inizialmente esperto di talassemia, agli inizi degli anni ottanta sviluppò un test - denominato Test di Conconi - che tramite la correlazione tra sforzo fisico e battito cardiaco indicava la soglia anaerobica.  Questo test divenne molto diffuso per la misurazione delle prestazioni degli atleti e successivamente per lo sviluppo di algoritmi per il funzionamento di orologi da fitness, tapis roulant e cyclette.
Negli anni ottanta e novanta il suo laboratorio fece anche sperimentazioni sull'uso di steroidi ed eritropoietina per il miglioramento delle prestazioni atletiche; in seguito fu accusato di praticare doping.

## Assistenza al Coni
Nel 1980 presentò la proposta al Comitato olimpico nazionale italiano di fornire l'assistenza del proprio staff universitario per migliorare le prestazioni di alcuni atleti italiani, in particolare nel ciclismo, canottaggio, sci di fondo, pattinaggio di velocità, nuoto e lotta, tutti sport i cui atleti avrebbero maggiormente beneficiato del suo trattamento. La sua proposta venne accettata, ma secondo le ricerche condotte dal dirigente sportivo Sandro Donati l'assistenza fornita dal professore ferrarese sarebbe stata basata sul doping del sangue.
Tuttavia grazie alla ricerca di Conconi, finanziata con fondi pubblici, diversi atleti azzurri ottennero risultati di prestigio, culminati ai XVII Giochi olimpici invernali, dove l'Italia trionfò raccogliendo un totale di venti medaglie. Come venne documentato in seguito, molti degli atleti dello sci di fondo, disciplina dove gli azzurri vinsero 9 medaglie, registrarono un tasso di ematocrito superiore al 50%: il dato costituisce un indizio dell'uso dell'eritropoietina e comporterebbe oggi (ma non nel 1992 e 1994) la sospensione dell'atleta in via cautelativa per motivi di salute.
Il centro studi dell'Università degli Studi di Ferrara guidato da Conconi assisteva inoltre numerosi ciclisti e altri atleti: un altro assistente del professore, Michele Ferrari, ha pubblicamente ammesso di assistere atleti nel doping del sangue.

## Sentenza
Nel 2003, Conconi, insieme ai collaboratori Ilario Casoni e Giovanni Grazzi, è stato riconosciuto colpevole dei reati legati al doping con sentenza n. 533-2003 del Tribunale di Ferrara, depositata il 16 febbraio 2004; il tribunale ha dichiarato di non doversi procedere nei confronti degli imputati solo per intervenuta prescrizione, riconoscendone comunque la colpevolezza fino alla data del 9 agosto 1995. Conconi e i suoi collaboratori sono stati assolti non sussistendo alcuna colpa, limitatamente ai fatti successivi al 9 agosto 1995.

## Atleti coinvolti
Il numero degli atleti i cui dati sono inseriti nel file DBLAB è notevolmente maggiore (470 secondo quanto riportato dalla sentenza del Tribunale di Ferrara).

### Insieme a Conconi, Casoni, e Grazzi
- Guido Bontempi
- Maurizio Fondriest

### Insieme a Conconi e Casoni
- Marco Albarello
- Evgenij Berzin
- Vladislav Bobrik
- Bruno Cenghialta
- Maurilio De Zolt
- Manuela Di Centa
- Silvio Fauner
- Francesco Frattini
- Giorgio Furlan
- Ivan Gotti
- Nicola Minali
- Gianfranco Polvara
- Mauro Antonio Santaromita
- Pëtr Ugrjumov
- Giorgio Vanzetta
- Alberto Volpi

### Con Conconi e Grazzi
- Stefano Checchin
- Claudio Chiappucci
- Mario Chiesa
- Massimo Ghirotto
- Marco Pantani
- Volodymyr Pulnikov
- Stephen Roche
- Marcello Siboni
- Rolf Sørensen
- Enrico Zaina

### Con Conconi
- Gianni Bugno
- Maurizio Damilano
- Luigi Della Bianca
- Emma Scaunich